# Våldtäkt i krig

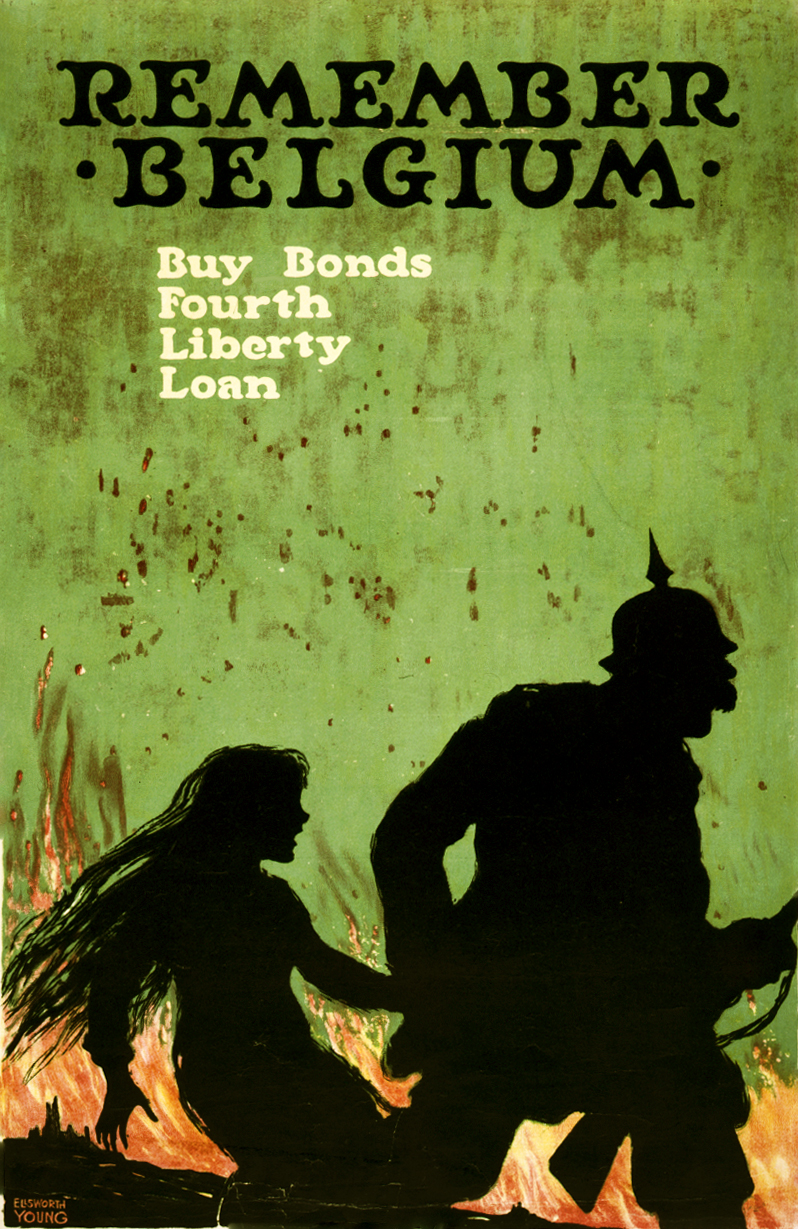
"Remember Belgium": amerikansk propaganda affisch tryckt under första världskriget, föreställande Belgiens fall, symboliskt representerad av en tysk soldats våldtäkt på en belgisk flicka.

Våldtäkt i krig är ett vanligt vapen under krig och konflikter. Våldtäkter sätts i system för att utöva terror, förödmjuka, förnedra, visa sin makt och tvinga till underkastelse.
Genom praxis från FN:s olika krigstribunaler har systematiska våldtäkter som beskrivs i stycket ovan, kommit att jämställas med tortyr, folkmord och brott mot mänskligheten. Av den internationella brottmålsdomstolens stadgar framgår att våldtäkt och sexuellt våld kan utgöra krigsförbrytelser under väpnade konflikter och folkmord i fredstid.
Även de ledare som inte aktivt deltagit i våldtäkten men accepterat eller uppmuntrat till våldtäkt kan dömas för brott mot mänskligheten. Till våldtäktens målsättningar kan höra att framtvinga graviditeter för att på så vis förödmjuka både den enskilda kvinnan och hennes familj och grupp – hon tvingas till fortplantning av fienden. Våldtäkten kan ta sig uttryck i påtvingad prostitution och människohandel, av såväl fienden som den egna gruppen (för att "tillfredsställa" militären). Dessutom är våldtäkter i hemmet vanligare under krig och liknande konflikter.

## Historik

### Antiken
Historiskt betraktades våldtäkt traditionellt som en oundviklig konsekvens av krig, närhelst soldater kom i kontakt med civilpersoner tillhörande fiendesidan. Mäns sexualitet ansågs rent allmänt som svår att behärska, och benägen att urarta i situationer när normal lag och ordning sattes ur spel. 
Våldtäkt likställdes även med plundring och betraktades som en form av krigsbyte. Att plundra fiendesidans egendom sågs som en självklar belöning för seger i krigstid. Kvinnor och barn betraktades liksom materiella föremål som fiendens egendom, som segrarna hade rätt att ta för sig av som krigsbyte och belöning för segern.
Under antiken var det en normal del av de allmänt accepterade krigslagarna för soldater att våldta och förslava civila från den förlorande sidan under krigstid.
Krigsfångar – och med det menades inte endast soldater utan även civila – ansågs under forntid och antik legitima att våldta och sedan ta som slavar av de flesta kulturer världen över.

### Medeltid och tidigmodern tid
I Europa började en ny syn på krigets lagar uppkomma efter kristendomens införande. Seden för arméer att ta den förlorande sidans krigsfångar som slavar dog ut under medeltiden allteftersom Europa kristnades, eftersom kyrkan förbjöd en kristen att ta en annan kristen person som slav. 
Den katolska kyrkan proklamerade år 989 principen Pax et treuga Dei ("Guds Fred"), som avrådde kristna soldater och riddare att attackera kvinnor och barn under krigstid med argumentet att det var oförenligt med kristna ideal. Kyrkan blev också allmänt accepterad som asyl för skyddsbehövande, och under krigstid sökte sig civila i en stad eller en by som intogs av fienden ofta till kyrkan, som av kristna motståndare betraktades som en legitim asyl dit soldater inte hade rätt att förfölja dem. 
Från 1300-talet och framåt började det förekomma att enskilda arméer i uppförandekoder förbjöd soldater att ägna sig åt att våldta och plundra civilbefolkningen, eftersom det skapade onödig fientlighet hos den omgivande civilbefolkningen och hade en skadlig effekt på disciplinen.

Trots detta fortsatte våldtäkt liksom plundring att vara normalt i krigföring. I militära kretsar fanns en vanlig uppfattning om att inte endast soldater utan även civila tillhörde kategorin "fienden" och att segrande soldater därför hade rätt att bruka våld även mot dem, även om det skedde på ett annat sätt än mot soldater, och våldtäkt och plundring ansågs informellt vara en nödvändig belöning för att motivera soldater, som under denna tid fick dåligt betalt och måste lockas med andra belöningar, så som "segerherrens rätt". 

### 1800-talet
Under 1700- och 1800-talen började enskilda militära uppförandekoder, fredsfördrag och kapitulationsvillkor allt oftare innehålla vagt formulerade förbud för soldater att "attackera" och "ofreda" kvinnor och barn.
Under 1800-talet växte det fram en allmän uppfattning i Västvärlden om att personer som inte var soldater skulle definieras som "civila" (ett då nytt begrepp), och att dessa skulle anses stå utanför kriget och därför inte var legitima att attackera. 
Lieber Code, som infördes av Nordstaterna under amerikanska inbördeskriget 1863, räknas som den första krigslag som uttryckligen förbjöd våldtäkt på civila i krigstid.

### Modern tid
Lieber Code användes som förebild för Haagkonventionerna 1899–1907, den första internationella lagkonvention som förbjöd våldtäkt i krig; den använde dock en vagt formulerad fras om att "familjens heder och rättigheter och liv... måste respekteras av ockuperande makter"
och nämnde inte tydligt våldtäkt. 
Försök att förtydliga den vaga formuleringen och införa ett tydligt förbud mot våldtäkt och tvångsprostitution efter första världskriget 1919 misslyckades. 
Efter andra världskriget användes Haagkonventionerna för att åtala sexuella brott som begåtts under kriget. Våldtäkt i krigstid förbjöds tydligt och slutgiltigt i Fjärde Genèvekonventionen 1949. 
År 2008 förklarade FN:s säkerhetsråd i resolution 1820 våldtäkt i krig som ett krigsbrott.

## Könsperspektiv
Traditionellt har kvinnor och barn av båda könen ansetts vara de främsta offren för våldtäkt i krig. Kvinnor betraktades som legitima mål för våldtäkt i enlighet med synen på kvinnor som [den manliga] fiendens egendom, som motståndarsidan hade rätt att ta som krigsbyte. 
Våldtäkten på en kvinna har också tolkats som ett sätt att demonstrera segerns fullständighet, då fienden [mannen] inte längre varit i stånd att beskydda sin familj. 
Våldtäkt på barn var en konsekvens av detta, då barn i historisk tid alltid befann sig i kvinnors närhet, och ofta utsattes samtidigt som kvinnor attackerades. 
Våldtäkt på vuxna män under krigstid har däremot fram till modern tid varit ett mindre uppmärksammat fenomen. Trots detta har sexuella övergrepp på män även det alltid förekommit under krig. Sexuella övergrepp – i form av olika former av sexuell tortyr liksom i form av regelrätta våldtäkter – har ingått i förödmjukelsen av en besegrad fiende och använts mot såväl krigsförande soldater ur fiendesidan som mot civila manliga fångar. 
En studie av Lara Stemple fann 2009  att våldtäkt på män har dokumenterats i konflikter över hela världen; 76 procent av manliga politiska fångar i konflikten i El Salvador på 1980-talet och 80 procent av de manliga fångarna i koncentrationslägren i Sarajevo rapporterades ha blivit sexuellt torterade eller våldtagna. Stemple drog slutsatsen att "lack of attention to sexual abuse of men during conflict is particularly troubling given the widespread reach of the problem" ["bristen på uppmärksamhet på sexuellt utnyttjande av män under konflikter är särskilt oroande med tanke på den stora vidden av problemet"].
Våldtäkt på män har dock varit ett tabubelagt ämne. Den traditionella uppfattningen har varit att en man är trygg från våldtäkt, och istället har till uppgift att skydda en kvinna från att bli våldtagen av andra män. Om mannen sedan själv blir våldtagen, kan detta leda till att mannens identitet som man ifrågasätts. 
En undersökning om våldtäkt i Uganda i Afrika fann att många kvinnor som upptäckte att deras män hade blivit våldtagna lämnade dem, eftersom de uppfattade män som någon som skulle skydda sin hustru från våldtäkt, inte själva bli våldtagna, och om en man kunde bli våldtagen, var han inte längre någon som kunde beskydda dem.
Tabut kring våldtäkt på män har fått till följd att många lagar riktade mot sexuella övergrepp historiskt har designats för att skydda kvinnor, medan manliga offer har lämnats utan hjälp.

## Kända exempel
Kända exempel på krig där sexuella övergrepp uppmärksammats. Exemplen listas kronologiskt efter krig. 

### Romerska armén
I den romerska armén betraktades våldtäkt i krig som segerherrens rätt och en symbol för hämnden på fienden och för dess slutgiltiga underkastelse och förslavande, och Titus Livius beskriver våldtäkt som synonymt med intagandet av en fiendestad. 
Detta gällde inte endast våldtäkt på kvinnor utan även på manliga fiender. Enligt romersk sexualsyn betraktades den penetrerande parten i ett samlag som den maskulina parten och den som penetrerades som den omanliga, vilket innebar att det betraktades som en förödmjukelse och besegring av en manlig fiende att ha penetrativt samlag med denne.

### Jerusalems fall

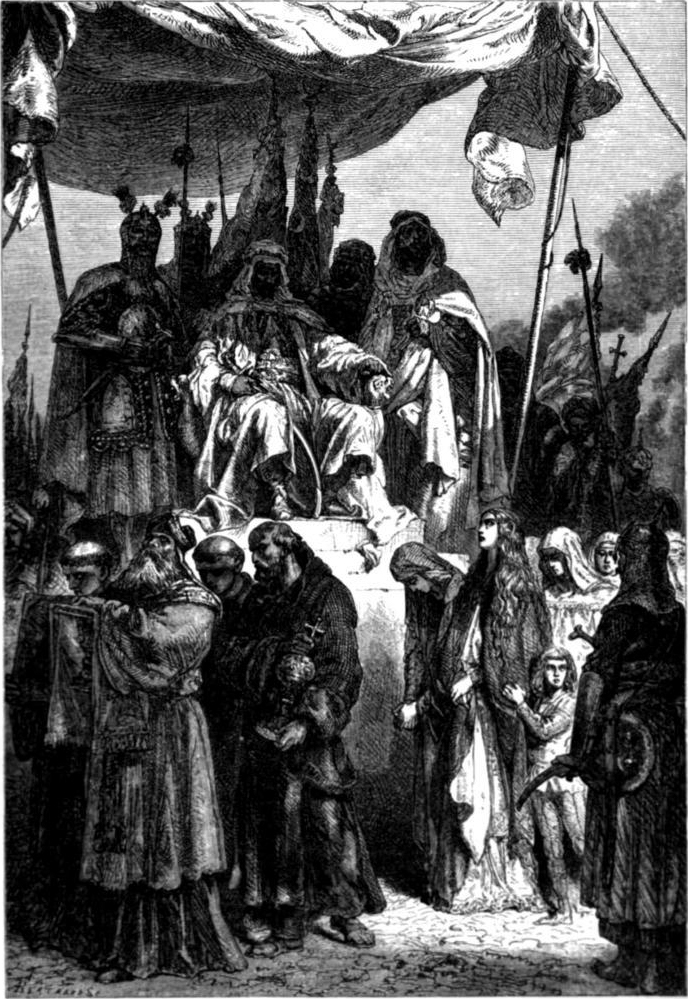
"Kristna inför Saladin": många civila utsattes för våldtäkt och såldes sedan som slavar efter Jerusalems fall 1187.

I den muslimska kulturen följdes våldtäkt i krig ofta av förslavande av offret. Den islamisk lagen om krigsfångar betraktade en kafir (icke-muslim) från dar al-harb (den icke muslimska världen) som synonymt med en slav, och slavar var i enlighet med den islamiska lagen om sex med slavar tillåtna för en muslimsk man att ha sex med. 
Under ett krig mellan ett muslimskt och ett icke-muslimskt land kunde därför icke-muslimer både utsättas för våldtäkt och sedan kidnappas som slavar och säljas vidare till ett liv i sexuellt slaveri. Detta var ett känt förfarande i konflikter mellan den muslimska världen och bland andra Europa från Medeltiden fram till åtminstone det grekiska frihetskriget på 1800-talet. 
Ett känt tillfälle när detta skedde var Jerusalems fall 1187. 
Imad al-Din al-Isfahani beskrev våldtäkter, förslavande och sexuellt slaveri som drabbade de civila i Jerusalem efter den muslimska segern: 
"Kvinnor och barn som tillsammans uppgick till 8,000 delades snabbt upp mellan oss, något som åstadkom ett leende till muslimska ansikten som svar på [offrens] klagorop. Hur många beskyddade kvinnor blev inte vanhedrade och kvinnor som hade hållits gömda bestulna på sin blygsamhet, och jungfrur vanhedrade och stolta kvinnor deflorerade, och vackra kvinnors röda läppar kyssta, och glada sådana tvingade att gråta. Hur många adelsman tog dem som konkubiner, hur många ivriga män brann för dem, och män i celibat tillfredsställdes av dem, och törstiga män mättades av dem och obehärskade män fick möjlighet att släppa lösa sin passion".
Offren för våldtäkterna blev därefter sålda som slavar i Egypten.

### Mongolväldets invasioner
Under Mongolväldets invasioner och erövringar på 1200-talet omtalades massövergrepp mot de befolkningar som låg i deras väg i både Europa och Asien. 
Under mongolernas invasion av Ungern och Österrike 1241–1242 beskrev munken Rogerius de massvåldtäkter som ungerska kvinnor utsatts för, en händelse som lämnade ett sådant intryck att de sjuhundra år senare jämfördes med röda arméns massvåldtäkter 1944-1945.
När de nådde staden Wiener Neustadt söder om Wien, uppger samtida vittnesmål att de tillfångatog, torterade och åt upp innevånare oavsett kön, ålder och samhällsklass; i fallet unga flickor och vackra kvinnor påstås de ha gruppvåldtagit dem och därefter skurit av deras bröst innan de åt upp dem, enligt ögonvittnet Ivo av Narbonne, som befann sig i Wiener Neustadt vid tillfället, innan de retirerade till Ungern.

### Konstantinopels fall
Under Konstantinopels fall 1453 beskrev vittnen våldtäkter av de osmanska soldaterna på civila av båda könen inne i staden. 
Den osmanska ämbetsmannen Tursun Beg skrev: "Efter att helt överväldigat staden, började soldaterna plundra staden. De förslavade pojkar och flickor och tog silver och guld, värdefulla stenar och alla sorters värdefulla föremål och tyger från det kejserliga palatset och de rikas hus... varje tält var fyllt av stiliga pojkar och vackra flickor".
George Sphrantzes uppger att människor av båda könen våldtogs inne i Hagia Sofia. 
"Av alla upprörande händelser stod vanhelgandet av Hagia Sofia ut. I den stora kyrkan hade ett stort antal människor samlats, som bad förtvivlat. De berömda bronsportarna hade stängts, och alla väntade på erövrarna fulla av ängslan. Plötsliga våldsamma slag skakade och bröt ned portarna och en flod av brutala busar täckta av blod strömmade in i den heliga platsen. För att bereda plats började de använda sina pikar och scimitar litegrann; men de befann sig i ett tillstånd av habegär och inte sadism. Här, sade de till sig själva, väntar oss rikedom. På ett ögonblick hade alla som var unga, vackra och hälsosamma blivit avklädda nakna, vanhelgats och bortförts. Högvälborna kvinnor, unga och milda flickor av ädel familj, nu nakna under sitt långa hår, hamnade på detta sätt i slaveri. Deras härskare band dem med vad som än fanns till hands: band, bälten, näsdukar, stolor, tältrep, kamel- och hästselor. Med slag och sparkar fördes de ut till långa kolonner, för att ledas vidare till ett skamfullt öde och till alla platser i dem muslimska världen."
Offren för våldtäkterna togs därefter till fånga och såldes av sina kidnappare till slaveri i Osmanska riket. 

### Roms skövling (1527)
Under Roms skövling (1527) utsattes staden Rom för en ökänd skövling av kejsar Karl V:s trupper under vilken stora delar av staden förstördes och dess befolkningsantal sjönk på grund av alla mord. De kejserliga soldater, som företrädesvis bestod av tyska och spanska legoknektar, blev omtalade för de ökända sexuella övergrepp de begick mot stadens innevånare av alla samhällsklasser, av vilka många mördades efteråt.

### Trettioåriga kriget
Sexuella övergrepp på civilbefolkningen under Trettioåriga kriget (1618-1648) var vanliga. Det kanske mest uppmärksammade exemplet var 
plundringen av Magdeburg 1631, då den kejserliga armén uppgav sig ha förlorat kontrollen över sina soldater. De segrande soldaterna hade inte fått ut sin löning och bröt sig därför in i husen i staden och plundrade dem, något som ledde till tortyr och gruppvåldtäkter.

### Första världskriget
Under krigets första år gavs stort utrymme åt nyheter om våldtäkter begångna av den kejserliga tyska armén i det ockuperade Belgien.
Dessa nyheter användes av fransk och allierad krigspropaganda under samtiden. Detta har dock av senare historiker bedömts ha varit ren krigspropaganda mot Tyskland.
Våldtäkter var ett omfattande fenomen under folkmordet på armenierna 1915-1917. Under dödsmarscherna genom Anatolien 1915 begick osmanska (turkiska) soldater ständigt våldtäkter på armeniska kvinnor och barn, och i vissa fall medverkade även turkiska civila i övergreppen. 

### Sino-Japanska kriget
Den Kejserliga japanska armén begick omvittnat ett stort antal våldtäkter under sin militära kampanj i Kina under andra Sino-Japanska kriget 1937-1945. De sexuella övergreppen under särskilt Nanjingmassakern var så omfattande att massakern kom att kallas Rape of Nanking (Våldtäkten på Nanking). Tokyoprocessen uppskattade att japanska soldater våldtog upp emot 20.000 våldtäkter i staden Nanking bara under den första månaden av ockupationen.
Många av offren mördades efter våldtäkten. 

### Andra världskriget
Den Kejserliga japanska armén är känd för att ha begått många våldtäkter på civila i de länder de ockuperade i Asien under andra världskriget. Utöver de civila de våldtog under militär krigföring, förekom också att civila för den ockuperade länderna under Japan tvingades in i sexuellt slaveri som tröstekvinnor. 
De allierade begick våldtäkter under befrielsen av Frankrike under perioden mellan den 6 juni 1944 och krigsslutet i maj 1945. 4 500 våldtäkter uppskattats ha utförts av amerikanska soldater mot den franska civilbefolkningen under denna period.
Under de allierades invasion av Italien blev massvåldtäkterna som begicks av främst marockanska trupper kända som marocchinate.
Våldtäkter under ockupationen av Tyskland ägde rum under och efter de allierades arméernas, särskilt Röda arméns, erövring och ockupation av Nazityskland. Antalet våldtagna kvinnor har beräknats till cirka två miljoner. 
Av dessa dog ungefär 240 000 till följd av de skador de fick. Många våldtogs 70-80 gånger.
Den amerikanska armén begick våldtäkter under ockupationen av Japan 1945-1952. Allierade trupper begick ett flertal våldtäkter under slaget om Okinawa under de sista månaderna av Stillahavskriget. De allierade ockuperade sedan Japan från 1945 till 1952 efter slutet av andra världskriget, och Okinawa var fortsatt en prefektur under amerikansk styre ytterligare två decennier efter detta. Frågan om sexuella krigsbrott under denna tid har blivit en fråga för forskning, och uppskattningarna om antalet brott en omtvistad fråga, med vitt skilda uppfattningar om dess förekomst.

### Vietnamkriget
Under Vietnamkriget 1955–1975 begicks ett enormt antal våldtäkter och sexuella övergrepp och sexuellt våld mot vietnamesiska civila av amerikanska och sydkoreanska armén.
Våldtäkter beskrivs som ett vardagsfenomen riktat inte endast mot civila i krigsområden utan mot civila i vardagen i snart sagt alla sammanhang, och uppfattades av amerikanska soldater i Vietnam som något normalt förekommande.

### Bangladeshs befrielsekrig
Under Bangladeshs befrielsekrig 1971 blev många kvinnor utsatta för tortyr och våldtäkt av Pakistans armé. De exakta siffrorna är föremål för debatt. Många kvinnor tillfångatogs från Dhakauniversitetet och privata bostäder och hölls kvar som sexsslavar av soldaterna i Dhakas militärförläggningar.

### Krigen i forna Jugoslavien
Våldtäkt användes systematiskt i Bosnien-Hercegovina och Kosovo som en del av strategin att terrorisera befolkningen. Alla sidor i konflikten var skyldiga men de flesta förövarna var serber. Efteråt har man uppskattat att 20 000 muslimska kvinnor våldtogs i Kosovo.
Åtta serbiska militärer eller paramilitärer dömdes 1996 av Internationella krigsförbrytartribunalen för det forna Jugoslavien (ICTY) för våldtäkt av muslimska fångar hållna i ett fångläger i Foča i sydöstra Bosnien-Hercegovina. En av dem som klagade till den lokale polischefen, Dragan Gogovic, blev själv våldtagen av honom.
I Kosovofallet har ingen dömts.

### Folkmordet i Rwanda
FN:s särskilda rapportör för Rwanda slog fast att under folkmordet i Rwanda 1994 var våldtäkt regeln och om våldtäkt inte skedde var det ett undantag.
En tredjedel av alla som vittnat i Internationella Rwandatribunalen har varit utsatta för sexuellt slaveri. 
Mellan 250 000 och 500 000 rwandesiska kvinnor och flickor våldtogs under konflikten 1994.

### Inbördeskriget i Sierra Leone
Under inbördeskriget I Sierra Leone, åren 1991 till 2002, var våldtäkter en del av krigföringen. Totalt beräknas 60 000 kvinnor ha våltagits under de åren.
Flera av ledarna står under åtal vid Specialdomstolen för Sierra Leone. Som exempel kan nämnas Charles Taylor och de åtalade i RUF-rättegången och AFRC-rättegången.

### Centralafrikanska republiken
I målet mot Jean-Pierre Bemba vid Internationella brottmålsdomstolen i Haag är Bemba bland annat misstänkt för våldtäkt, våldtäkt som ett krigsbrott, tortyr, tortyr som ett krigsbrott, plundring och mord.
Han påstås ha begått brotten mellan 25 oktober 2002 och 15 mars 2003 tillsammans med soldater i Centralafrikanska republikens armé.

## Nobels fredspris 2018
Denis Mukwege och Nadia Murad tilldelades Nobels fredspris 2018 för sitt arbete mot sexualiserat våld som vapen i krig och konflikter.